# Distrito electoral de Hall (condado de Lincoln, Nebraska)
Hall (en inglés: Hall Precinct) es un distrito electoral ubicado en el condado de Lincoln en el estado estadounidense de Nebraska. En el Censo de 2010 tenía una población de 1513 habitantes y una densidad poblacional de 1,98 personas por km².

## Geografía
Hall se encuentra ubicado en las coordenadas 41°17′36″N 100°36′47″O / 41.29333, -100.61306. Según la Oficina del Censo de los Estados Unidos, Hall tiene una superficie total de 762.95 km², de la cual 761.05 km² corresponden a tierra firme y (0.25%) 1.9 km² es agua.

## Demografía
Según el censo de 2010, había 1513 personas residiendo en Hall. La densidad de población era de 1,98 hab./km². De los 1513 habitantes, Hall estaba compuesto por el 97.69% blancos, el 0% eran afroamericanos, el 0.13% eran amerindios, el 0.2% eran asiáticos, el 0% eran isleños del Pacífico, el 1.06% eran de otras razas y el 0.93% pertenecían a dos o más razas. Del total de la población el 2.84% eran hispanos o latinos de cualquier raza.